# Youth (canción de Troye Sivan)
«Youth» es una canción del cantante y compositor australiano Troye Sivan de su álbum de estudio debut Blue Neighborhood (2015). Fue escrito por Sivan, Bram Inscore, Brett McLaughlin (Leland), Alex Hope y Allie X, y producido por Bram Inscore, SLUMS y Alex JL Hiew. La canción se estrenó el 12 de noviembre de 2015 en Shazam Top 20 a las 7PM AEST y se lanzó oficialmente el 13 de noviembre de 2015 como el segundo sencillo del álbum.
«Youth» ganó en los premios ARIA Music Awards al Mejor Video y Canción del año. Billboard clasificó al tema en el número 11 en su lista de "100 mejores canciones pop de 2016".

## Antecedentes
Sivan dijo que «Youth» es una canción sobre la alegría de la ingenuidad y la pérdida. Se trata de dejar todo, huir, cometer errores y amar demasiado, y cómo estar bien.

## Video musical
El 23 de noviembre de 2015 se lanzó un video de letras. Scheme Engine dirigió y produjo el video, que se filmó tanto en Los Ángeles como en Seattle. Sivan filmó un video musical para «Youth» a principios de febrero de 2016, más tarde ese mes, el video dirigido por Malia James, se estrenó en su canal Vevo en YouTube. Amandla Stenberg y Lia Marie Johnson aparecen en el video.

## Posicionamiento en listas
| Listas (2015-2016)                        | Mejor posición |
| ----------------------------------------- | -------------- |
| Alemania (Media Control Charts)           | 22             |
| Australia (ARIA)                          | 17             |
| Austria (Ö3 Austria Top 40)               | 73             |
| Bélgica (Ultratop 50) Flanders            | 32             |
| Bélgica (Ultratop) Wallonia               | 28             |
| Canadá (Canadian Hot 100)                 | 47             |
| Canadá CHR/Top 40 (Billboard)             | 38             |
| Corea del Sur (Gaon)                      | 54             |
| Eslovaquia (Radio Top 100)                | 70             |
| Eslovaquia (Singles Digitál Top 100)      | 27             |
| Estados Unidos (Billboard Hot 100)        | 23             |
| Estados Unidos (Dance Club Songs)         | 1              |
| Estados Unidos (Mainstream Top 40)        | 18             |
| Hungría (Stream Top 40)                   | 30             |
| Irlanda (IRMA)                            | 62             |
| Italia (FIMI)                             | 72             |
| Letonia (Latvijas Top 40)                 | 11             |
| Nueva Zelanda Hot Singles (RMNZ)          | 23             |
| Países Bajos (Single Top 100)             | 78             |
| Portugal (AFP)                            | 40             |
| Reino Unido (UK Singles Chart)            | 96             |
| República Checa (Rádio Top 100)           | 46             |
| República Checa (Singles Digitál Top 100) | 24             |
| Suecia (Sverigetopplistan)                | 74             |
| Suiza (Schweizer Hitparade)               | 56             |

## Certificaciones
| País (organismo certificador) | Certificación | Unidades certificadas |
| ----------------------------- | ------------- | --------------------- |
| Alemania (BVMI)               | Oro           | 200 000               |
| Australia (ARIA)              | Platino       | 70 000                |
| Dinamarca (IFPI)              | Oro           | 45 000                |
| Estados Unidos (RIAA)         | 2x Platino    | 2 000 000             |
| Irlanda (IRMA)                | 3x Platino    | 45 000                |
| Italia (FIMI)                 | Oro           | 25 000                |
| Nueva Zelanda (RIANZ)         | Platino       | 15 000                |
| Reino Unido (BPI)             | Plata         | 200 000               |
| Suecia (GLF)                  | Oro           | 20 000                |

## Historial de lanzamiento
| País           | Fecha                   | Formato                     | Discográfica       | Ref    |
| -------------- | ----------------------- | --------------------------- | ------------------ | ------ |
| Varios         | 13 de noviembre de 2015 | Descarga digital, Streaming | Interscope Records | [ 41 ] |
| Italia         | 11 de diciembre de 2015 | Mainstream radio            | BMG                | [ 42 ] |
| Estados Unidos | 19 de enero de 2016     | Mainstream radio            | BMG                | [ 43 ] |
| Estados Unidos | 4 de abril de 2016      | Hot/Modern/AC               | BMG                | [ 44 ] |